# CORTA
La Cellule Opérationnelle de Régulation du Trafic Aérien (CORTA) est l'organisme français qui de 1972 à 1995 a assuré en France le service de régulation des flux de trafic aérien,. Il dépendait alors de la Direction de la Navigation Aérienne, un service de l'Etat dépendant de la Direction générale de l'Aviation civile. Les personnels de la CORTA ont contribué à la création de l'organisme européen de régulation nommé CFMU, en transférant leurs logiciels et leurs méthodes de travail.
La CORTA était située dans les locaux du Service du Contrôle du Trafic Aérien à Athis-Mons près de l'aéroport d'Orly.